# Lineodes fontella

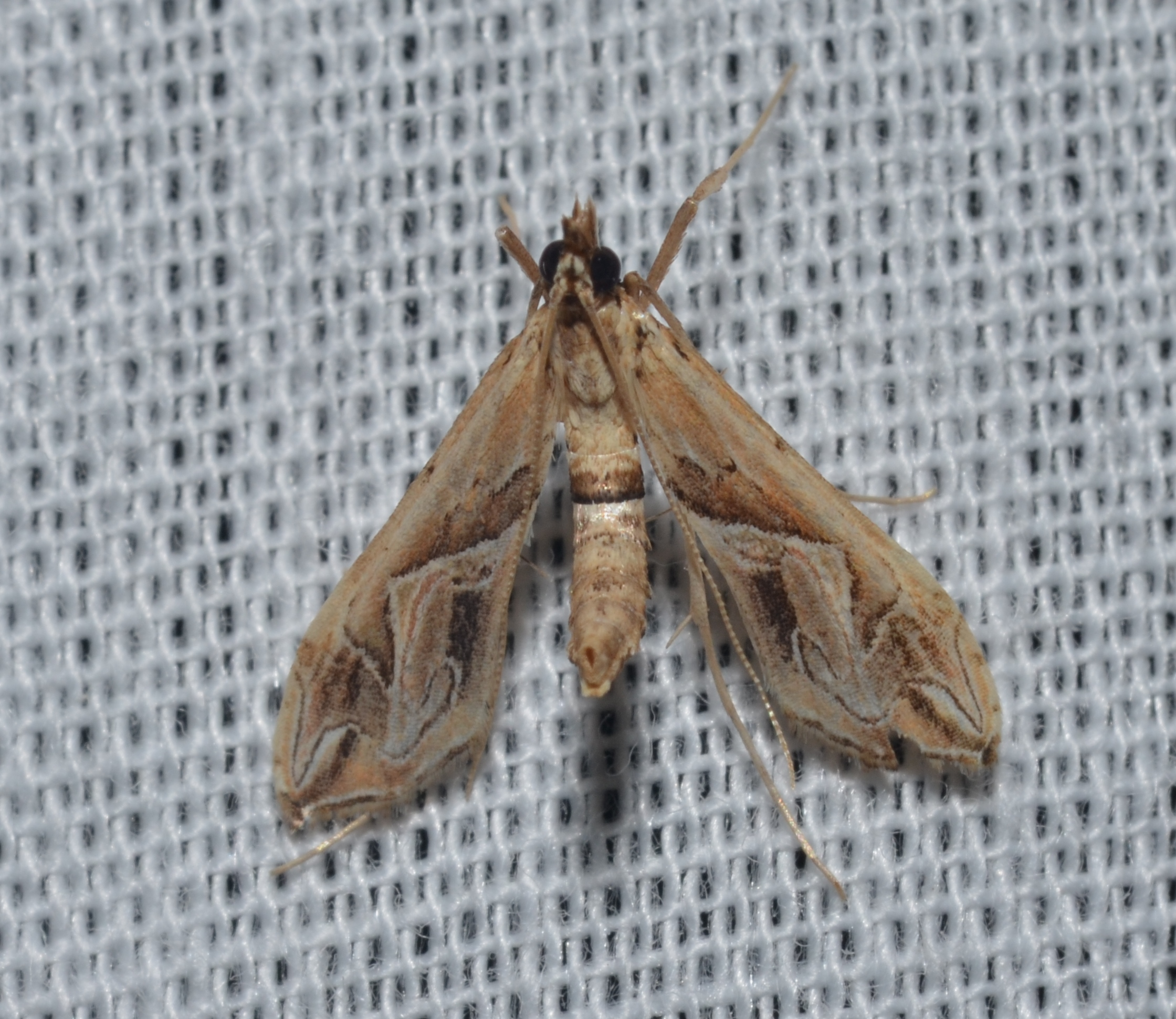

Lineodes fontella is een vlinder uit de familie van de grasmotten (Crambidae), uit de onderfamilie van de Spilomelinae. De wetenschappelijke naam van deze soort is voor het eerst gepubliceerd in 1913 door Thomas de Grey Walsingham.
De soort komt voor in de Verenigde Staten, Jamaica, Mexico, Honduras en Brazilië.